# Petrolio (romanzo)
Petrolio è un romanzo di Pier Paolo Pasolini, rimasto incompiuto, pubblicato postumo nel 1992 da Einaudi.
La prima ideazione dell'opera risale alla primavera del 1972 e su di esso Pasolini lavorerà fino al suo assassinio, avvenuto nel 1975.
Di Petrolio sono rimaste 522 pagine scandite in "Appunti" con una numerazione progressiva, che si configurano in un insieme di frammenti più o meno estesi e di soli titoli.

## Trama
Protagonista del romanzo è Carlo, ingegnere della borghesia torinese nato nel 1932 e laureatosi a Bologna nel 1956, che lavora all'Eni ed è un brillante cattocomunista. Il personaggio di Carlo è però sdoppiato: esiste infatti un Carlo che è Carlo di Polis, angelico e sociale, e un Carlo di Tetis, diabolico e sensuale. Apparentemente le due metà del personaggio sembrano possedere vite diverse, ma in realtà si scambiano spesso i ruoli e risultano così come una stessa persona, simbolo della contraddittorietà.
L'opera si apre con un "Appunto 1" che possiede solamente il titolo: Antefatti. Segue l'"Appunto 2" dal sottotitolo La prima rosa dell'Estate dove Carlo si trova a Roma, nella casa che ha affittato ai Parioli in attesa che il padre lo raggiunga. Sulla scena, che si svolge nel maggio del 1960, si affaccia il neo-capitalismo.

Con l'"Appunto 7" la scena si sposta in una villa del Canavese. Carlo è rientrato a Torino, fa carriera nell'ENI venendo a contatto con un mondo politico-economico sporco e losco, compie un viaggio in Oriente e ha rapporti sessuali con la madre, le sorelle, la nonna, le serve.
Il momento cruciale del "poema" (come spesso lo definisce l'autore) si ha con l'"Appunto 51" quando Carlo, guardandosi allo specchio, si accorge di essere diventato una donna.
Nel lungo "Appunto 55", intitolato "Il pratone della Casilina", Carlo, sullo sfondo della periferia romana, consuma un rapporto orale con venti ragazzi con la ripetitività di un rito.

Ancora Carlo ha un'esperienza passiva con il cameriere Carmelo del quale è sottomesso in un rapporto completo che fa della passività e dell'essere posseduto il massimo atto di realizzazione. In questo modo la trasformazione in donna di Carlo fa da preludio alla scelta: l'eroe riceve nel proprio corpo la "Grazia" (lo sperma) e risulta così l'eletto. Segue una visione che prende la forma di "stazione" che è tra il teatrale e il cinematografico. Il protagonista è un giovane proletario, Merda, e attraverso innumerevoli tappe viene illustrata in forma allegorica quella che è, secondo Pasolini, la crisi italiana e in particolare la degradazione della gioventù con un andamento dantesco.
La prima parte del romanzo termina con un ricevimento ufficiale dove sono presenti tutti i notabili e gli uomini politici del presente che raccontano storie allegoriche.
La seconda parte è molto frammentaria e i materiali sono pochi: una festa ispirata a Dostoevskij intitolata I dèmoni e una passeggiata del protagonista in campagna e poi nella periferia della città che ha per titolo I Godoari, tratto dal nome di un popolo barbaro che è presente nel racconto La villa romana di Anna Banti. Il motivo principale è quello dell'ultimo Pasolini e cioè la denuncia della "trasformazione-involuzione" dell'Italia contemporanea.

## Costruzione del testo e linguaggio
In un'intervista concessa alla giornalista Luisella Re, pubblicata su Stampa Sera del 9 gennaio 1975, Pasolini parla del progetto a cui sta lavorando:
()
Nella lettera ad Alberto Moravia che accompagna il manoscritto di Petrolio, Pasolini chiarisce il tipo di taglio narrativo che vuole dare al romanzo (metanarrativo e antinarrativo):
Nel leggere infatti i frammenti di Petrolio si osserva che la lingua è ora raziocinante e precisa, spesso saggistica, ora lirica, a volte elementare, a volte estremamente elaborata. Nel progetto dell'autore l'opera avrebbe dovuto raggiungere ogni estremo della forma fino a quello illeggibile delle pagine in greco o giapponese.

## Impostazione e influenze
Petrolio appare debitore al modello della commedia dantesca, con la sua satira e la dura denuncia della politica contemporanea. L'ideologia, fulcro dell'opera, è quella politico-sessuale e il tema principale è il potere e il male. Secondo Walter Siti - curatore delle opere complete di Pasolini per la collana editoriale "I Meridiani" della Mondadori - Pasolini era sconvolto dall'idea che il potere avesse "giocato due partite, inscenando degli attentati di destra per colpire la sinistra e poi il contrario. Era per lui la doppia faccia del potere".
Molte sono nel romanzo le suggestioni di carattere medioevale e tutta l'opera si appoggia a strutture di carattere mitologico, come quella degli Argonauti o di Tiresia maschio e femmina avvicinandosi anche allo schema moderno dell'Ulisse di Joyce (anche se Pasolini ne rifiutava, come si può leggere nell'appunto-elenco "la scrittura").
Pasolini scrive che questa sua opera si sarebbe presentata "sotto forma di edizione critica di un testo inedito", finzione che la morte improvvisa dell'autore ha reso reale.
Per la portata del suo discorso storico e politico rispetto al Paese, Petrolio è stato spesso indicato dalla critica come un possibile candidato al titolo di Grande Romanzo Italiano.

## Il capitolo scomparso?
Nel 2010 Marcello Dell'Utri annunciò il ritrovamento di uno scomparso frammento del romanzo Petrolio, precisamente l'appunto contrassegnato dal numero 21 e intitolato Lampi sull'Eni, di cui nell'edizione a stampa è rimasto solo il titolo e una pagina bianca. Graziella Chiarcossi, cugina di Pasolini ed erede e custode dei manoscritti, ha sostenuto che quel capitolo non è mai stato scritto. Ma poiché in un'altra pagina di Petrolio, Pasolini rimanda il lettore proprio a quel capitolo mancante, la questione resta aperta.

## Edizioni
- Petrolio, a cura di Maria Careri e Graziella Chiarcossi, con una nota di Aurelio Roncaglia, Collana Supercoralli, Torino, Einaudi, 1992,  p. 591, ISBN 978-88-061-2721-3. - Collana Einaudi Tascabili. Letteratura n.156, Torino, Einaudi, 1993-1996, ISBN 978-88-061-3378-8.
- in  Romanzi e racconti 1962-1975, a cura di Walter Siti e Silvia De Laude, Collana I Meridiani, Milano, Arnoldo Mondadori Editore, 1998, ISBN 978-88-044-5292-8.
- Petrolio, a cura di Silvia De Laude, Collana Oscar scrittori moderni n.1900, Milano, Mondadori, 2005,  pp. VII-654, ISBN 88-04-54881-9.
- Petrolio, Prefazione di Paolo Di Stefano, Collana Opere di Pasolini, Milano, RCS MediaGroup, 2015, ISBN 977-11-290-8522-3.
- Petrolio, a cura di Maria Careri e Walter Siti, Postfazione di W. Siti ("Non doveva finire così"), Collezione I Libri della Spiga, Milano, Garzanti, 2022,  p. 828, ISBN 978-88-116-7331-6. [nuova edizione con prose scartate dall'edizione Einaudi]